# Abian Tuwung
Abian Tuwung is een bestuurslaag in het regentschap Tabanan van de provincie Bali, Indonesië. Abian Tuwung telt 10.270 inwoners (volkstelling 2010).